# Богомилски манастир
Богомилският манастир „Свети Спас (на македонска литературна норма: Богомилски манастир „Свети Спас“) е манастир, разположен край велешкото село Богомила, централната част на Северна Македония. Манастирът е осветен на 19 май 1996 година. Изписан е от Драган Ристич и Лазар Лекич. Манастирът се намира на надморска височина от 550 метра в гориста местност. Покрай него са изградени и конаци.